# Оксалат кадмия
Оксалат кадмия — неорганическое соединение,
соль кадмия и щавелевой кислоты с формулой CdC2O4,
бесцветные кристаллы,
не растворяется в воде,
образует кристаллогидраты.

## Получение
- Осаждение хлорида кадмия щавелевой кислотой:

{\displaystyle {\mathsf {CdCl_{2}+H_{2}C_{2}O_{4}\ {\xrightarrow {}}\ CdC_{2}O_{4}\downarrow +2HCl}}}

## Физические свойства
Оксалат кадмия образует бесцветные кристаллы.
Не растворяется в воде.
Образует кристаллогидрат состава CdC2O4•3H2O.